# Teodelina
Teodelina es una ciudad del departamento General López, provincia de Santa Fe, República Argentina. Posee unos 9876 habitantes aproximadamente.
Se ubica a 376 km de la ciudad de Santa Fe, a 205 km de Rosario y a 3 km del límite con la provincia de Buenos Aires.

## Historia
- El Fortín "El Chañar" se creó en 1850 y era custodiado por 25 hombres ya que en esa época había muchos malones merodeando la zona. El comandante Charrá fue el primero en comandar el Fortín.
- En 1874 había chozas primitivas y algunas viviendas de azotea.

- La colonia de Teodelina fue fundada en 1869 por Diego de Alvear. Este pagó a José Roberti la suma de dinero de 80 chacras para fundar el pueblo. En 1873 se realizó el trazado del mismo a cargo de Santiago Castelnuovo. El 30 de julio de 1875 es fundado oficialmente el pueblo y colonia de Teodelina que comenzó con 150 habitantes, la mayoría italianos y españoles.[1]
- En 1902 fue extendida por ingleses la línea del Ferrocarril Pacífico luego llamada General San Martín.
- En 1903 el hijo de Diego de Alvear instala la Oficina de Correo y Telégrafo.

### Toponimia
- Teodelina traducida al castellano significa "protectora del pueblo".
- El pueblo se llama así en honor a Doña Teodelina Fernández de Alvear, esposa de Don Diego de Alvear.

## Conexiones
- Ruta Provincial 94 con Villa Cañás y Santa Isabel y a través de ella se enlaza con la Ruta Nacional 8 y las provinciales 33 y 186 (en la provincia de Santa Fe) y la ruta provincial 65 de la provincia de Buenos Aires hacia Junín, y con la Ruta Nacional 7.
- Red ferroviaria del FF.CC. Gral. San Martín estación Teodelina y el Sistema Ferroviario Nacional (en la actualidad no presta servicio de pasajeros).

## Santo Patrono
- “Santa Teodelina Reina”, cuya festividad se celebra el 30 de julio de cada año.

## Parajes
- Colonia La Delia
- Colonia La Pantanosa
- Estación Teodelina
- Estancia Santa Juana
- San Marcelo

## Sitios turísticos
- Balneario "El Edén"
- Costanera de "Laguna El Chañar"
- Plaza Ituzaingó
- Plazoleta "Paseo de los Niños"
- Plazoleta "Elvira Porta"
- Paseo de la salud

## Edificios públicos
- Comuna de Teodelina: fue fundada en 1894 y las primeras funciones las cumplió José Roberti. Aunque el primer presidente comunal fue Eduardo Larrea.
- Centro Cultural "Casa de la Cultura": fue fundada el 3 de noviembre de 1991.
- Hospital "Samco": las tierras para su edificación fueron donadas por la familia Puentes en 1937. Sus primeros médicos fueron el Dr. Leo Ramognino, el Dr. Eduardo Grassi y el Dr. Benigno Martínez.
- Oficinas en Terminal de Ómnibus
- Biblioteca Popular: fue fundada en 2002.
- Terminal de Ómnibus
- Juzgado de Paz: fue fundado en 1890, con incorporación del Registro Civil en 1899, el cual estaba a cargo de José Roberti.
- Comisaría 7.ª: fue fundada en 1894 y estaba a cargo de José Roberti.
- Asociación de Bomberos Voluntarios de Teodelina: comenzó a cumplir sus funciones en 1975.

## Educación
- Escuela fiscal N.º 177 Esteban Echeverría, fundada en 1881
- Escuela provincial N.º 6382 Rep. de Venezuela, fundada en 1953
- EEMPA Fundada en 1984
- EESO N.º 212 Granaderos de San Martín. Fundada en 1956.
- EETPI 8218 (CFR El Chañar)
- Jardín de infantes N.º 69 Simón Bolívar
- Escuela Especial Laboral N.º 2103, fundada en 1991

## Economía
Teodelina una localidad que, entre otras cosas, se destaca por su gran actividad metalúrgica, agrícola y avícola. Cuenta con dos grandes empresas: una industria metalúrgica a nivel nacional y una empresa avícola, también a nivel nacional.
Además cuenta con dos bancos y dos mutuales.

## Personalidades
- Diego Buonanotte, jugador de fútbol profesional.
- Manuel Roffo, jugador de fútbol profesional.
- Julio Gutiérrez Martín, tanguero, poeta, pintor, tallador, dibujante y escritor.
- Oscar Messina, jugador de pelota paleta.
- Sol Libertario Rabasa, científico genetista y primer ciudadano ilustre de la localidad.
- Ramón Domingo "Tito" Gutiérrez, cantor y compositor (conocido como Horacio Quintana).
- Elva Gutiérrez, actriz (conocida como Alma Vélez).
- Carlos Gaggieri, pintor, actor y director de teatro.
- Mauricio Maronna, periodista y escritor.
- Presbítero Morell, primer sacerdote en la parroquia "Sagrado Corazón de Jesús".
- Doña Germana Fernández y don Pedro Alonso, matrimonio de enfermeros de nacionalidad española. Dedicaron su vida al servicio de la salud local.
- Dr. Benigno Martínez, médico, director de la Escuela Media y presidente comunal.
- Fermín Viruleg, fue comerciante y presidente comunal. Formó parte de la comisión fundadora de la EESO N.º 212 (antiguamente llamada Escuela de Comercio N.º 5).
- Eduardo Larrea, primer presidente comunal, en 1894.
- Eusebio Guasp, escritor y autor del libro "Teodeli la: Reminiscencias Históricas".
- Alejandro Luis Permingeat, Presidente Comunal por dos décadas y segundo ciudadano ilustre.
- Elidio Rinaldi, atleta que llegó a la tapa de El Gráfico luego de ganar la Maratón de los Barrios en 1960.
- Cristian Di Nello, jugador de bochas profesional.
- José Luis Maronna, veterinario y actor.
- Dino Moliné, piloto de avión profesional.
- José Benzaquén, profesor, exdirector y cofundador de la Escuela Secundaria de la ciudad.
- Hernán Bueno, piloto de automovilismo, campeón de fórmula metropolitana en 2011.
- Daniel Germán López, piloto de automovilismo, 4 veces campeón de Tc 4000 Santafesino.
- Alejandro Permingeat, ingeniero, encargado de uno de los sistemas de software del satélite SAOCOM 1 B.
- Gaspar Gorosito, primer ingeniero aeronáutico de Teodelina.
- Jorge Parra, comediante, conferencista y actor conocido como "Domingo Mondongo".

## Entidades deportivas
- Teodelina Football Club, fundado en 1922.
- Racing Club, fundado en 1949.

## Parroquias de la Iglesia católica en Teodelina
| Diócesis  | Venado Tuerto            |
| --------- | ------------------------ |
| Parroquia | Sagrado Corazón de Jesús |